# イトヒキエイ
イトヒキエイ (Sinobatis borneensis) は、イトヒキエイ属に属するエイの一種である。
ボルネオ島北岸からフィリピン、台湾を経て沖縄トラフまでの範囲に分布し、水深475-825メートルの深海底に生息する。
最大で全長40センチメートル程度になる。体盤は薄い。吻は幅広くて長く、先端には糸状構造 (rostral filament) を有する。眼は小さく、吻からかなり後方に位置する。腹鰭の前部は後部から完全に分離し、足のような形態となる。腹鰭の後部は尾と融合する。尾は細い。